# Joe Dallesandro
Joe Dallesandro, właśc. Joseph Angelo D’Allesandro III (ur. 31 grudnia 1948 w Pensacoli na Florydzie) – amerykański aktor, scenarzysta i producent filmowy. Jako gwiazda filmów Andy’ego Warhola, był uznawany za męski symbol seksu subkultury gejowskiej w latach 60. i 70. XX wieku oraz kilku amerykańskich filmów undergroundowych, zanim trafił do głównego nurtu.

## Wczesne lata
Urodził się w Pensacoli na Florydzie w Sylwestra 1948. Jego rodzice,  marynarz Joe II i Thelma, byli nastolatkami kiedy się urodził. Jego ojciec stacjonował w bazie United States Navy, wychowywała go matka. W wieku pięciu lat wraz z młodszym bratem Robertem został umieszczany w Zakładzie Poprawczym w Nowym Jorku, po tym gdy matka dostała pięć lat więzienia za kradzież samochodu, a ojciec zdecydował, że nie będzie w stanie się nimi sam zająć. Wychowany w wielu domach, Joe w szkole stał się znany z zachowań przestępczych. Częsty uciekinier, razem z bratem w końcu zamieszkał z dziadkami. Jednak potem miał związki z ulicznymi gangami, uczestniczył w kradzieżach i włamaniach.
Mając 15 lat został przyłapany na kradzieży samochodu i trafił do placówki odwykowej dla nieletnich w Catskill Mountains w Nowym Jorku. W tym czasie oznaczył swoje ciało tatuażem „Little Joe”. Uciekł z zakładu i żył koczowniczy trybem życia w Meksyku. Po powrocie do Los Angeles zdobył akceptację w środowisku gejowskim.

## Kariera
Po wyrzuceniu ze szkoły za napaść na dyrektora za obrazę ojca, Dallesandro zarabiał na życie prostytucją. W połowie lat 60. XX wieku pozował nago dla różnych fotografów w wielu podziemnych studiach, zarówno w Kalifornii jak i Nowym Jorku, pracując przede wszystkim dla Roberta Henry’ego Mizera, który założył Athletic Model Guild (AMG), i Bruce’a Bellasa w Los Angeles. Stał się najbardziej znanym fotomodelem ery Mizer AMG. Wziął udział w gejowskim filmie pornograficznym Hot House (1977).
Karierę filmową na dobre rozpoczął w 1967, występując w niewielkiej roli szkolnego zapaśnika w 26–minutowym dramacie Paula Morisseya The Loves of Ondine. Scenarzysta projektu, Andy Warhol, dla którego Dallesandro stał się z czasem filmowym pupilem, po kilku wspólnych przedsięwzięciach powiedział: „W moich filmach wszyscy są zakochani w Joe Dallesandrze”.
W kolejnym filmie duetu Warhol / Paul Morrissey – Flesh (1968) wystąpił w kilku scenach nago jako nastoletnia męska prostytutka, zyskując pochwały za swoją sylwetkę. W 1970 magazyn „Rolling Stone” określił Flesh mianem „najlepszego filmu roku”, a Dallesandro urósł do rangi idola nastolatków i seksualnego rewolucjonisty. 
Fotografia Warhola przedstawiająca wybrzuszenie w kroku obcisłych niebieskich dżinsów Dallesandro znajduje się na słynnej okładce albumu Sticky Fingers Sticky Fingers (1971). Dallesandro wyjaśnił biografowi Michaelowi Fergusonowi: „To zdjęcie pochodziło właśnie z kolekcji śmieciowych zdjęć, z których Andy wyciągnął. Nie wyciągnął go ze względu na projekt ani nic, po prostu pierwsze, które mu się trafiło, wydało mu się właściwe kształt pasujący do tego, czego chciał użyć w rozporku;” pierwsze wydania okładki tego albumu fizycznie zawierały na zdjęciu funkcjonalny metalowy zamek błyskawiczny.
W piosence Lou Reeda „Walk on the Wild Side” (1972) o postaciach, które Reed znał ze studia Warhola, The Factory, w wersecie o Dallesandro użyto jego pseudonimu Little Joe.
We włoskim sensacyjnym dramacie kryminalnym Gorące błoto (Fango bollente, 1975) zagrał postać Ovidio Mainardiego, pozornie cichego urzędnika w dużej firmie komputerowej, którego monotonia pracy i egzystencjalna samotność jego małżeństwa prowokuje wraz z dwoma innymi przyjaciółmi do cynicznej i sadystycznej serii przemocy. W komediodramacie Serge’a Gainsbourga Je t’aime moi non plus (1976) został obsadzony w roli imigranta homoseksualistę Krassky’ego, który pracuje na wysypisku śmieci przy transporcie we Francji i interesuje się Johnnym (w tej roli Jane Birkin), lecz zostaje nieco rozczarowany, gdy uświadamia sobie, że jest to kobieta. Wystąpił gościnnie w dwóch odcinkach serialu kryminalnego NBC Policjanci z Miami (Miami Vice) – pt. „Jednooki Jack” („One Eyed Jack”, 1984) jako Vincent „Vinnie” DeMarco, oszust współpracujący z Albertem Lombardem (Dennis Farina) i „Precz z hrabią: część II” („Down for the Count: Part II”, 1987) w roli Alfreda Giulinniego, gangstera próbującego powstrzymać rozwijającą się akcję bokserską Guzmana (Pepe Serna).
Brytyjski zespół The Smiths z lat 80. XX wieku wykorzystał fotografię Dallesandro z filmu Flesh jako okładkę swojego debiutanckiego albumu o tej samej nazwie The Smiths (1984).
W 2005 norweski zespół popowy Briskeby wydał singiel zatytułowany „Joe Dallesandro”.
13 lutego 2009 za swoje osiągnięcia jako gwiazdor filmowego podziemia, ikona gejów i aktor otrzymał nagrodę specjalną Teddy na Międzynarodowym Festiwalu Filmowym w Berlinie.

## Życie prywatne
Dallesandro jest biseksualistą. 9 grudnia 1967 ożenił się z Leslie, z którą ma syna Michaela (ur. 1968). Jednak 15 grudnia 1969 doszło do rozwodu. W latach 1970–1978 jego drugą żoną była Theresa ("Terry"), z którą ma syna Josepha A. Dallesandro Jr. (ur. 14 listopada 1970). 11 czerwca 1987 poślubił Kimberly ("Kim").

## Filmografia
| Rok  | Tytuł                                                                         | Rola                         | Uwagi                                                                  |
| ---- | ----------------------------------------------------------------------------- | ---------------------------- | ---------------------------------------------------------------------- |
| 1967 | Cztery gwiazdki (Four Stars)                                                  | szkolny zapaśnik             | tytuł alternatywny: The 24 Hour Movie                                  |
| 1968 | San Diego Surf                                                                | Joe                          |                                                                        |
| 1968 | The Loves of Ondine                                                           | szkolny zapaśnik             |                                                                        |
| 1968 | Flesh                                                                         | Joe, hustler                 | tytuł alternatywny: Andy Warhol’s Flesh                                |
| 1968 | Lonesome Cowboys                                                              | Mały Joe                     | tytuł alternatywny: Ramona and Julian                                  |
| 1970 | Trash                                                                         | Joe Smith                    | tytuł alternatywny: Andy Warhol’s Trash                                |
| 1972 | Gorączka (Heat)                                                               | Joey Davis                   |                                                                        |
| 1973 | Ciało dla Frankensteina (Andy Warhol’s Frankenstein)                          | Nicholas, chłopiec stajenny  | tytuł alternatywny: Flesh for Frankenstein                             |
| 1974 | Krew dla Draculi (Blood for Dracula)                                          | Mario Balato, sługa          | tytuł alternatywny: Andy Warhol’s Dracula                              |
| 1974 | Ogrodnik (The Gardener)                                                       | Carl, ogrodnik               | tytuł alternatywny: Garden of Death, Seeds of Evil                     |
| 1975 | Wspinacz (The Climber)                                                        | Aldo, wspinacz               | tytuł alternatywny: L’ambizioso                                        |
| 1975 | Czarny księżyc (Black Moon)                                                   | Brat Lily                    |                                                                        |
| 1975 | Savage Three                                                                  | Ovidio Mainardi              | tytuł alternatywny: Fango bollente                                     |
| 1975 | Sezon zabójcy (Season for Assassins)                                          | Pierro Giaranaldi            | tytuł alternatywny: Il tempo degli assassini                           |
| 1976 | Je t’aime moi non plus                                                        | Krassky                      | tytuł alternatywny: I Love You, I Don’t lub I Love You... Neither Do I |
| 1976 | Margines (La Marge)                                                           | Sigismond                    | tytuł alternatywny: The Streetwalker                                   |
| 1978 | Safari Rally                                                                  | Joe Massi                    | tytuł alternatywny: 6000 km di paura                                   |
| 1979 | Mordercza zakonnica (Killer Nun)                                              | dr Patrick Roland            | tytuł alternatywny: Suor Omicidi Deadly Habits                         |
| 1979 | Nocna wrzawa (Tapage nocturne)                                                | Jim, mąż                     |                                                                        |
| 1979 | Fred Brauner préfère la bière                                                 |                              | film krótkometrażowy                                                   |
| 1980 | Parano                                                                        | psychiatra                   |                                                                        |
| 1980 | Madness                                                                       | Joe Brezzi                   | tytuł alternatywny: Vacanze per un massacro                            |
| 1981 | Merry-Go-Round                                                                | Ben                          |                                                                        |
| 1982 | Queen Lear                                                                    | Joseph Kunz, ojciec          |                                                                        |
| 1984 | Cotton Club (The Cotton Club)                                                 | Charles „Lucky” Luciano      |                                                                        |
| 1984 | Policjanci z Miami (Miami Vice)                                               | Vincent „Vinnie” DeMarco     | odc.: „One Eyed Jack”                                                  |
| 1986 | Fortune Dane                                                                  | „Perfekcyjny” Tommy Nicautri | 5 odcinków                                                             |
| 1986 | Joey                                                                          | Marty                        |                                                                        |
| 1987 | Stan krytyczny (Critical Condition)                                           | Stucky                       |                                                                        |
| 1987 | Policjanci z Miami (Miami Vice)                                               | Alfredo Giulinni             | odc.: „Down for the Count: Part 2”                                     |
| 1987 | Cwaniak (Wiseguy)                                                             | Paul „Pat the Cat” Patrice   | 5 odcinków                                                             |
| 1988 | Zachód słońca (Sunset)                                                        | Dutch Schultz                |                                                                        |
| 1988 | Operacja "Paratrooper" (Private War)                                          | Vince Rayner                 |                                                                        |
| 1988 | Autostopowicz (The Hitchhiker)                                                | Gerard                       | odc.: „Fashion Exchange”                                               |
| 1988 | Podwójna zemsta (Double Revenge')                                             | Joe Halsey                   |                                                                        |
| 1989 | The Hollywood Detective (TV)                                                  | Eddie Northcott              |                                                                        |
| 1990 | Matlock                                                                       | Bobby Boyd                   | 2 odcinki                                                              |
| 1990 | Prawie jak anioł (Almost an Angel)                                            | Bank Hood Leader             |                                                                        |
| 1990 | Beksa (Cry-Baby)                                                              | Pan Hackett, ojciec Miltona  |                                                                        |
| 1991 | Inside Out                                                                    | Richard                      | część: „The Diaries”                                                   |
| 1991 | Dzika Orchidea 2: Smutna opowieść o Blue (Wild Orchid II: Two Shades of Blue) | Jules                        |                                                                        |
| 1992 | Guncrazy – Zawsze strzelaj dwa razy (Guncrazy)                                | Rooney                       |                                                                        |
| 1993 | Dziki anioł (Love Is Like That)                                               | szef                         |                                                                        |
| 1994 | Sugar Hill                                                                    | Tony Adamo                   |                                                                        |
| 1995 | Theodore Rex                                                                  | Rogan                        |                                                                        |
| 1998 | Los Angeles bez mapy (L.A. Without a Map)                                     | Michael                      |                                                                        |
| 1999 | Angol (The Limey)                                                             | wujek John                   | jako Joe Dallessandro                                                  |
| 2002 | Pacino Is Missing                                                             | Sal Colletti                 |                                                                        |
| 2008 | 3 Stories About Evil                                                          | Jean Maries                  | film krótkometrażowy                                                   |
| 2018 | Factory Cowboys: Working with Warhol                                          | w roli samego siebie         |                                                                        |
| 2022 | Babilon (Babylon)                                                             | fotograf Charlie             |                                                                        |

## Nagrody
- Nagroda na MFF w Berlinie Nagroda Teddy – nagroda specjalna: 2009